# 弗罗托拉
弗罗托拉（意大利文：frottola；發音：[ˈfrɔttola] ；复数frottole ）是十五世纪末和十六世纪初意大利流行世俗歌曲的主要类型。它是牧歌最重要的、流传最广的前身。大多数的弗罗托勒歌曲是在1470 年至 1530 年期间创作的，此后该形式被牧歌所取代。
虽然“弗罗托拉”是一个通用术语，但可以识别出几个子类别，不出所料的是，这种音乐形式已经使用了大约一百年，并且在超过一半的时间内保持着极高的流行度。弗罗托拉最典型的形式是三或四个声部的作品（在这一体裁时期末期时存在一些超过四个声部的作品），其中最高声部包含旋律，弗罗托拉是可以有乐器伴奏的。弗罗托拉的歌词一般是一首诗，诗词在重现段（ripresa/副歌）中通常采用 ABBA 的押韵格式，而主歌部分则采用 CDCDDA 或 CDCDDEEA 的押韵格式，不过值得主义的是 frottola 的不同亚型之间有可能存在很大差异。
关于弗罗托拉诗歌的起源，最有可能的是，该诗歌形式源自十四世纪的巴拉塔舞曲，尽管其音乐与十四世纪晚期的实践相比有了惊人的简化。
从音乐上来说，弗罗托拉避免复杂的对位，一般来说以主调织体为主、节奏清晰且具有重复性、旋律的音高范围较狭窄。它不仅是牧歌的重要前身，也是巴洛克时期后期诸如单声歌曲的实践的重要前身，因为它预示了单声歌曲中以最高声部演奏旋律、以和弦的形式进行伴奏的特点，而且功能和声的雏形也在弗罗托拉作品中有所显现。
人们对弗罗托拉的表演实践知之甚少。当代版本有时为多个声部，带有或不带有鲁特琴的TAB谱；偶尔会有键盘乐谱留存。 弗罗托拉可能以独唱形式在鲁特琴伴奏下演奏 - 毫无疑问Marchetto Cara可能在Gonzaga宫廷以这种方式演奏，正如他作为鲁特琴演奏家、歌手和 弗罗托拉的作曲家的声誉所暗示的那样 - 而且它们也可能由其他歌手和乐器组合演奏。
最著名的弗罗托拉作曲家是巴托洛梅奥·特龙博奇诺 (Bartolomeo Tromboncino)和马尔凯托·卡拉 (Marchetto Cara)。法-弗莱芒作曲家若斯坎 (Josquin)的一些流行世俗作品（例如斯卡拉梅拉 (Scaramella)和“埃尔·格利罗(El Grillo)”）在风格上是弗罗托拉风格，不过作品名称上并没有显现有弗罗托拉字样。
弗罗托拉不仅对牧歌有着重大影响，而且对法国香颂也产生了重大影响，法国香颂也倾向于成为一种轻快、适合跳舞且流行的形式。当时许多法国作曲家前往意大利，要么在贵族宫廷工作，要么在罗马的教皇教堂工作。在意大利期间，他们接触到了弗罗托拉 (frottola)，并将听到的一些内容融入到他们本土的世俗作品中。

## 相关作曲家
弗罗托拉的作曲家包括：
- 弗朗西斯科·德安娜
- 乔瓦尼·布罗科
- 安东尼奥·卡普里奥利
- 卡拉
- 贾科莫·福利亚诺
- 洛多维科·福利亚诺
- 伊拉斯谟·拉皮西达
- 菲利波·德·卢拉诺
- 罗西诺·曼托瓦诺
- 米歇尔·佩森蒂
- 巴托洛梅奥·特龙邦奇诺
- 米歇尔·维森蒂诺

除了极其著名的特龙邦奇诺（Tromboncino）和 卡拉（Cara） 之外，人们对这些作曲家的了解甚少；在许多情况下，只有他们的名字留存下来，这是因为著名的威尼斯出版商Petrucci将他们的名字收录在了包含他们音乐的合集中。

## 相关阅读
- “弗罗托派及其同时代人”。